# Eslöv
Eslöv egy település Svédország legdélibb megyéjében, Skåne megyében. A város alkotja Eslöv község központját.